# Église de Lohikoski
L'église de Lohikoski (en finnois : Lohikosken kirkko) est une église située dans le quartier Lohilahti à Sulkava en Finlande. 

## Description
Conçue par Ilmari Wirkkala, la construction e l'église de Lohikoski s'achève en 1934. 
Ilmari Wirkkala a également peint le retable, la balustrade, ainsi que les vitraux. 
La sculpture sur bois de la chaire, intitulée Jésus bénit les enfants, est l'oeuvre de Tapio Wirkkala. 
En 1981, Hans Heinrich a fabriqué un orgue mécanique à huit jeux.